# Forstertyna marplesi
Genre
Espèce
Synonymes
- Megadictyna marplesi Forster, 1970

Forstertyna marplesi, unique représentant du genre Forstertyna, est une espèce d'araignées aranéomorphes de la famille des Megadictynidae.

## Distribution
Cette espèce est endémique de Nouvelle-Zélande. Elle se rencontre sur l'île du Sud dans les régions de Southland et d'Otago.

## Description
La carapace de la femelle holotype mesure 2,97 mm de long sur 2,72 mm et l'abdomen 5,54 mm de long sur 4,59 mm.
La femelle décrite par Harvey en 1995 mesure 7,9 mm.

## Systématique et taxinomie
Cette espèce a été décrite sous le protonyme Megadictyna marplesi par Forster en 1970. Elle est placée dans le genre Forstertyna par Harvey en 1995. Le mâle décrit par Forster en 1970 appartient à Megadictyna thilenii.

## Étymologie
Cette espèce est nommée en l'honneur de Brian John Marples.
Ce genre est nommé en l'honneur de Raymond Robert Forster.

## Publications originales
- Forster, 1970 : « The spiders of New Zealand. Part III. » Otago Museum Bulletin, vol. 3, p. 1-184.
- Harvey, 1995 : « The systematics of the spider family Nicodamidae (Araneae: Amaurobioidea). » Invertebrate Taxonomy, vol. 9, no 2, p. 279-386.